# Jesper Zølck
Jesper Zølck er en dansk journalist, tv-vært og korrespondent. 
I 2021 blev han ansat som nordisk korrespondent for TV 2 Nyhederne og TV 2 News med ansvar for Sverige, Norge, Finland og Island. Han er desuden en ofte brugt USA-kommentator.
Han har dækket amerikansk politik siden 2012, herunder valgkampene i 2014, 2016, 2018 og 2020 og været vært på flere magasinprogrammer om amerikansk politik, blandt andet “Verden ifølge Trump” på TV 2 News. Han har desuden dækket klima- og energipolitik, herunder været redaktør og vært på TV 2’s dækning fra klimatopmøderne i København, 2009 (COP15) og Paris, 2015 (COP21). Han har desuden været pressechef i Klima- og Energiministeriet (2010-2012).
Han har i 2005 instrueret oplysningsfilmen Kampen om Koranen.
I juni 2019 blev Jesper Zølck gift med den svenske journalist, korrespondent, talkshow-vært og forfatter Carina Bergfeldt.